# 1831 год в литературе

## Книги
- «Выстрел» — повесть Александра Пушкина.
- «Евгений Онегин» — роман в стихах Александра Пушкина (опубликован отдельным изданием в 1833).
- «Иван Фёдорович Шпонька и его тётушка» — повесть Николая Гоголя.
- «Кубок» — баллада Василия Жуковского.
- «Ленора» — баллада Василия Жуковского.
- «Мой родич, майор Молинью» — новелла Натаниела Готорна.
- «Наполеон, или Сто дней» — пьеса Христиана Дитриха Граббе
- «Пропавшая грамота» — повесть Николая Гоголя.
- «Рославлев» — повесть Александра Пушкина.
- «Рославлев, или Русские в 1812 году» — роман Михаила Загоскина.
- «Сказка о медведихе» — сказка Александра Пушкина.
- «Сказка о царе Салтане» — сказка Александра Пушкина.
- «Собор Парижской Богоматери» — роман Виктора Гюго.
- «Страшная месть» — повесть Николая Гоголя.
- «Суд Божий над епископом» — баллада Василия Жуковского.
- «Хроники Гондала» — сборник новелл Эмили и Энн Бронте.
- «Шагреневая кожа» — роман Оноре де Бальзака.
- «Майская ночь, или Утопленница» — повесть Николая Гоголя.

## Родились
- 16 февраля — Николай Семёнович Лесков, русский писатель (умер в 1895).
- 24 апреля — Альберт Линднер (1831—1888) — немецкий драматург (умер в 1888).
- 22 мая — Антонио Буччеллати, итальянский прозаик (умер в 1890).
- 14 июля — Александр Фёдорович Гильфердинг, русский славяновед и фольклорист (умер в 1872).
- 9 августа — Василий Степанович Курочкин, русский поэт, переводчик, сатирик (умер в 1875).
- 31 июля (12 августа) — Елена Петровна Блаватская, русская писательница и теософ (умерла в 1891).
- 10 (22) сентября — Иван Фёдорович Горбунов, русский прозаик, рассказчик и актёр (умер в 1896).
- 22 октября — Бернгард Рогге, немецкий писатель.
- 4 ноября — Драгутин Антон Бакотич, хорватский писатель.
- 20 декабря — Артур Ранк, французский писатель (умер в 1908).

## Скончались
- 14 января — Антон Антонович Дельвиг, русский поэт, видный литературный деятель пушкинской плеяды (родился в 1798).
- 18 декабря — Виллем Билдердейк, нидерландский поэт, филолог, историк (родился в 1756).
- Августин Милетич, хорватский духовный писатель (родился в 1763).